# Mark Dacascos
Mark Alan Dacascos (Honolulu, Hawaï, 26 februari 1964) is een Amerikaans karatekampioen en filmacteur. Hij is de zoon van vader Al Dacascos en moeder Moriko McVey.
In 1985 werd hij filmacteur in zijn debuut Dinsim. Bij het draaien van de film Crying Freeman (1995) leerde hij de actrice Julie Condra kennen. Samen kregen zij een zoon, Makoalani Charles Dacascos, geboren op 31 december 2000 te Oahu, Hawaï.

## Films
- Angel Town (1990)
- American Samurai (1992)
- Only the Strong (1993)
- Roosters (1993)
- Dragstrip Girl (1994)
- Double Dragon (1994)
- Deadly Past (1995)
- Redemption: Kickboxer 5 (1995)
- Crying Freeman (1995)
- Sabotage (1996)
- The Island of Dr. Moreau (1996)
- DNA (1997)
- Drive (1997)
- Deathline (1997)
- Boogie Boy (1998)
- Sanctuary (1997)
- No Code of Conduct (1998)
- The Crow: Stairway to Heaven (1998-1999)
- The Base (1999)
- China Strike Force (2000)
- Brotherhood of the Wolf (2001)
- Instinct to Kill (2001)
- Scorcher (2002)
- Cradle 2 the Grave (2003)
- Nomad (2005)
- Junior Pilot (2005)
- Only the Brave (2006)
- The Hunt for Eagle One (2006)
- The Hunt for Eagle One: Crash Point (2006)
- Code Name: The Cleaner (2006)
- Alien Agent (2007)
- I Am Omega (2007)
- Serbian Scars (2009)
- Shadows in Paradise (2010)
- Secret of the Sultan (2010)
- The Lost Medallion: The Adventures of Billy Stone (2013)
- Roger Corman's Operation Rogue (2014)
- The Extendables (2014)
- Agents of S.H.I.E.L.D. (2015-2016)
- Maximum Impact (2017)
- John Wick: Chapter 3 – Parabellum (2019)
- One Night in Bangkok (2020)
- Knights of the Zodiac (2023)